# Alloweckelia gurneei
Alloweckelia gurneei is een vlokreeftensoort uit de familie van de Hadziidae. De wetenschappelijke naam van de soort is voor het eerst geldig gepubliceerd in 1968 door Holsinger & Peck.